# رون ماكلين (سياسي)
رون ماكلين هو سياسي أسترالي، ولد في 28 ديسمبر 1938 في تاونسفيل في أستراليا، وتوفي في 23 فبراير 1999 في Landsborough, Queensland ‏ في أستراليا. نشط حزبياً في حزب العمال الأسترالي. وقد انتخب عضو المجلس التشريعي لولاية كوينزلاند ‏ عن دائرة Electoral district of Bulimba ‏ (29 نوفمبر 1980 – 19 سبتمبر 1992).